# Reazione di Sandmeyer
Le reazioni di Sandmeyer sono le reazioni di sostituzione nucleofila aromatica con cui, su un sale di diazonio arilico, il gruppo funzionale -N+≡N viene sostituito da un nucleofilo. La notevole importanza di questi processi è dovuta al fatto che, a partire dallo stesso composto, permettono l'introduzione negli anelli aromatici di una numerosa varietà di sostituenti nucleofili.
L'inserimento del gruppo ossidrilico con questo metodo rappresenta la più importante preparazione in laboratorio dei fenoli.

## Preparazione del benzendiazonio
La preparazione del sale di benzendiazonio avviene per diazotazione tra il catione nitrosonio e l'anilina in ambiente acido.
L'azoto amminico lega, tramite il doppietto elettronico a disposizione, l'azoto carico positivamente del nitrosonio, liberando un protone che acidifica la soluzione. Il protone tende ora a legarsi all'ossigeno basico proveniente dal nitrosonio, provocando lo spostamento della carica positiva sull'azoto anilinico in favore della formazione di un legame π tra i due azoti. L'idrogeno legato all'azoto carico positivamente è ora fortemente acido e si lega all'ossigeno che, essendo a questo punto legato a due idrogeni, si libera in soluzione come molecola d'acqua. Ciò che rimane della molecola è il benzendiazonio, che si trova all'equilibrio tra un doppio e un triplo legame tra i due azoti, in base a quale dei due atomi si carica positivamente; la stessa carica positiva tende a dare un legame ionico con qualsiasi nucleofilo si trovi presente in soluzione, come ad esempio un alogenuro.
Il benzendiazonio, come qualsiasi altro arildiazonio, possiede una certa stabilità grazie alla parziale delocalizzazione della carica positiva operata dall'anello benzenico; contrariamente un alchildiazonio è altamente instabile, tanto da liberare una molecola di azoto troppo velocemente per poter essere utilizzabile come reagente per qualsiasi reazione.
La preparazione di qualsiasi altro arildiazonio avviene infine nella stessa maniera, a meno che il nitrosonio e/o l'ambiente acquoso acido non interferiscano con gli altri sostituenti presenti sull'anello aromatico, rendendo impossibile la reazione.

## Sostituzione nucleofila aromatica
Il benzendiazonio permette, tramite sostituzione nucleofila aromatica, l'inserimento di numerosi tipi di nucleofili, anche se notevolmente deboli, grazie all'estrema reattività del catione arilico, che si riesce a formare solo liberando una molecola stabile come quella di azoto. Le reazioni presentano inoltre il vantaggio di essere strettamente regioselettive, in quanto il sostituente può entrare nell'anello aromatico solo al posto del diazonio.
Alcuni tra i diversi tipi di sostituzioni nucleofile aromatiche possibili prevedono l'utilizzo del rame come catalizzatore della reazione, seguito dal riscaldamento della soluzione a circa 60 °C. Questo metodo risulta essere particolarmente efficace soprattutto per l'inserimento di nucleofili deboli come bromuro, cloruro e cianuro, mentre è completamente inutile per lo ioduro e il fluoruro. I sostituenti devono essere introdotti in soluzione sia come  anioni liberi che legati al rame con stato di ossidazione pari a +1.
Il ruolo che svolge il rame nella reazione è quello di cedere un elettrone al diazonio, in modo da ossidarsi e legarsi all'altro anione libero in soluzione. Il gruppo diazonio vede ora compensata la carica positiva e può liberarsi come N2, lasciando perciò l'instabile catione arile che tende a cedere un elettrone al rame. Quest'ultimo ristabilisce quindi lo stato d'ossidazione di partenza e cede il nucleofilo all'arile.
Il metodo migliore per introdurre l'atomo di iodio nell'anello aromatico consiste invece nel trattare un arildiazonio direttamente con l'anione ioduro, generalmente a partire da ioduro di potassio, alla temperatura di circa 25 °C.
La preparazione in laboratorio di fenoli vede come miglior metodo l'utilizzo di un'altra reazione di Sandmeyer. Questa reazione prevede il surriscaldamento di un'arildiazonio in modo da provocare facilmente la liberazione di N2, con conseguente formazione del catione arile. L'estrema instabilità di quest'ultimo, in soluzione acquosa, provoca la rottura di una molecola d'acqua con il conseguente inserimento del gruppo ossidrilico nell'anello aromatico.
Un'altra reazione di Sandmeyer prevede l'introduzione di idruro, in sostituzione del gruppo diazonio, tramite l'utilizzo di acido ipofosforoso come reagente. Quest'ultimo riduce il diazonio e permette la sostituzione con un idrogeno. L'importanza di tale reazione deriva dal fatto che il gruppo amminico dell'anilina può essere sfruttato come gruppo attivante per l'inserimento di altri sostituenti nell'anello benzenico in posizioni orto e para tramite sostituzione elettrofila aromatica. Successivamente il gruppo amminico può essere trasformato in gruppo diazonio, e infine, tramite appunto acido ipofosforoso, eliminato per introduzione di idruro.
Un'ultima sostituzione nucleofila aromatica utilizzando come reagente un sale di diazonio arilico, nota però più comunemente come reazione di Schiemann, permette l'introduzione di fluoruro che, come già detto, non avviene invece tramite l'uso del rame come catalizzatore. La reazione viene condotta usando l'anione fluoroborato come reagente, che si lega alla carica positiva del diazonio provocandone la precipitazione. Il sale così ottenuto, per riscaldamento, si decompone in fluoruro arilico, N2 e trifluoruro di boro.